# RU19–300

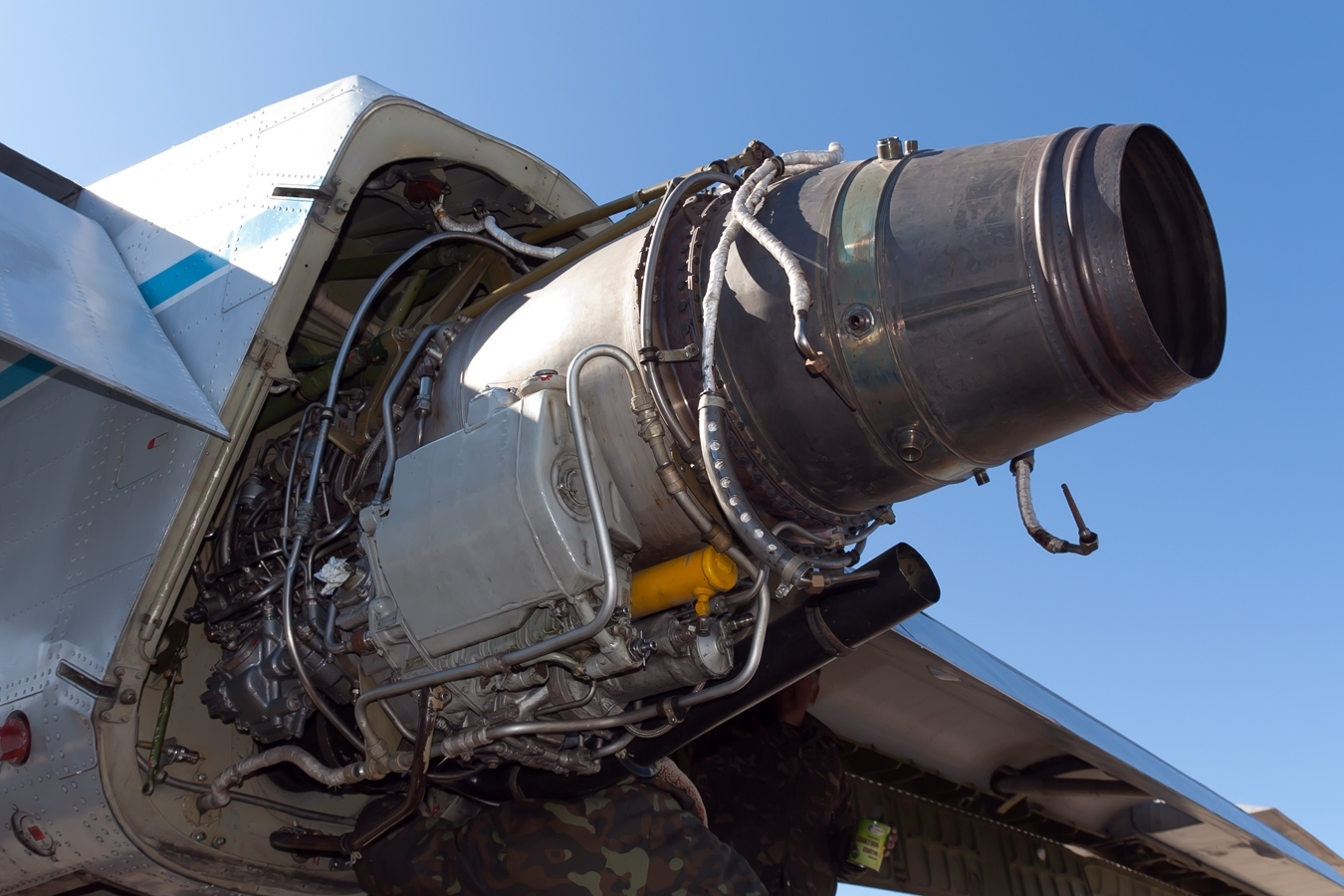
RU19A–300 fedélzeti segédhajtómű An–24-be építve

Az RU19–300 a Jak–30 és a Jak–32 kiképző és gyakorló repülőgépek számára kifejlesztett gázturbinás sugárhajtómű. Módosított, fedélzeti segédhajtóművé alakított változata az RU19A–300.
A Szovjetunió az 1950-es évek végén nem rendelkezett a könnyű sugárhajtóműves repülőgépekhez használható egyszerű felépítésű, kis tömegű sugárhajtóművekkel. Ezt az igényt felismerve Szergej Tumanszkij a 300-as gépgyár tervezőirodájában, az OKB–300-ban saját elhatározás alapján elkezdte egy új hajtómű fejlesztését. Az új hajtómű egyúttal találkozott az OKB–115-nél felmerült igénnyel, ahol a Jak–104 számára kerestek megfelelő hajtóművet. Az OKB–300-nál a Jak–104-hez szánt, az AM–5 egyszerűsített, kisebb változatának a fejlesztése akadozott, így a tervezőiroda fiatal mérnökeiből álló csoportja Jurij Guszev vezetésével egy teljesen új konstrukciót dolgozott ki.
Az új, RU19–300 jelzésű hajtómű 1960-re készült el, majd 1961 februárjára sikeresen teljesítette a 100 órás fékpadi próbaüzemet. A Jak–30, majd a Jak–32 programjának törlése miatt a hajtóművet csak kis mennyiségben gyártották.
Később a hajtómű gázgenerátorát felhasználva az RU19–300-t átalakították fedélzeti segédhajtóművé (APU), melyet RU19A–300 jelzéssel az An–24 és ennek különféle változatai, az An–26 és An–30 szállító repülőgépeken alkalmaznak.

## Műszaki adatok
- száraz tömeg: 222 kg
- Hossz: 1810 mm
- Legnagyobb átmérő: 552 mm
- Turbina előtti gázhőmérséklet: 1150 K
- Maximális tolóerő: 7,96 kN
- Légnyelés: 15,8 kg/s
- Nyomásviszony: 4,43
- Fajlagos üzemanyag-fogyasztás: 0,114 kg/h·N